# چشم‌گرده‌ای‌ها
چشم‌گُرده‌ای‌ها (به انگلیسی: Nephrops) نام سرده‌ای است شاه‌میگوها است که یک گونه زنده و چند گونه سنگواره‌ای دارد. گونه زنده جنس چشم‌گرده‌ای‌ها، شاه‌میگوی نروژی است.
گُرده در فارسی به معنی کلیه است و نام علمی این سرده و نام فارسی‌اش به معنای «چشم کلیه‌ای» است و به شکل چشم ترکیبی این جانور اشاره دارد.